# Entoloma velenovskyi
Entoloma velenovskyi är en svampart som beskrevs av Noordel. 1979. Entoloma velenovskyi ingår i släktet Entoloma och familjen Entolomataceae.  Arten är reproducerande i Sverige. Inga underarter finns listade i Catalogue of Life.